# Smyriodes aplectaria
Smyriodes aplectaria är en fjärilsart som beskrevs av Achille Guenée 1858. Smyriodes aplectaria ingår i släktet Smyriodes och familjen mätare. Inga underarter finns listade i Catalogue of Life.

## Bildgalleri

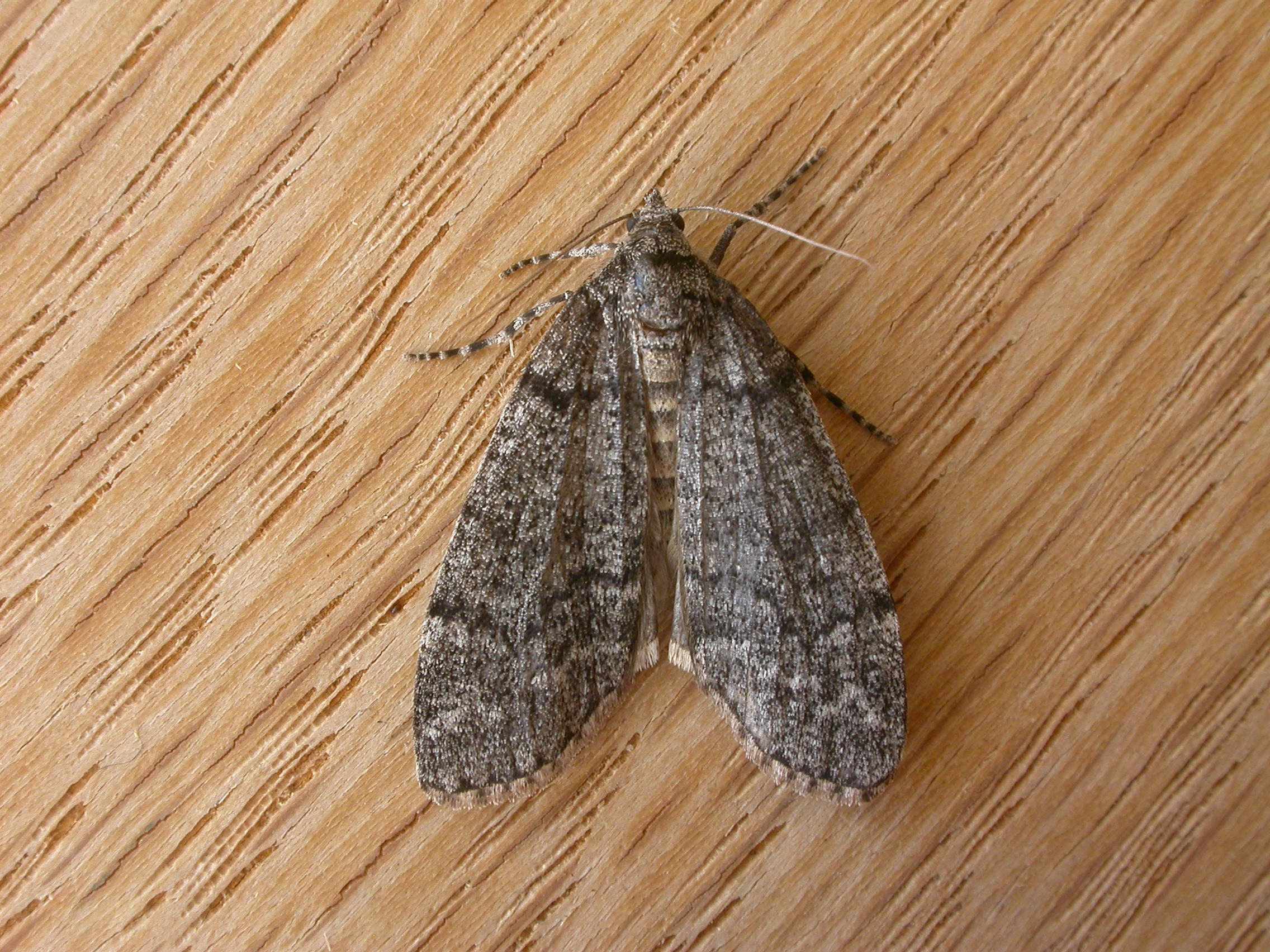
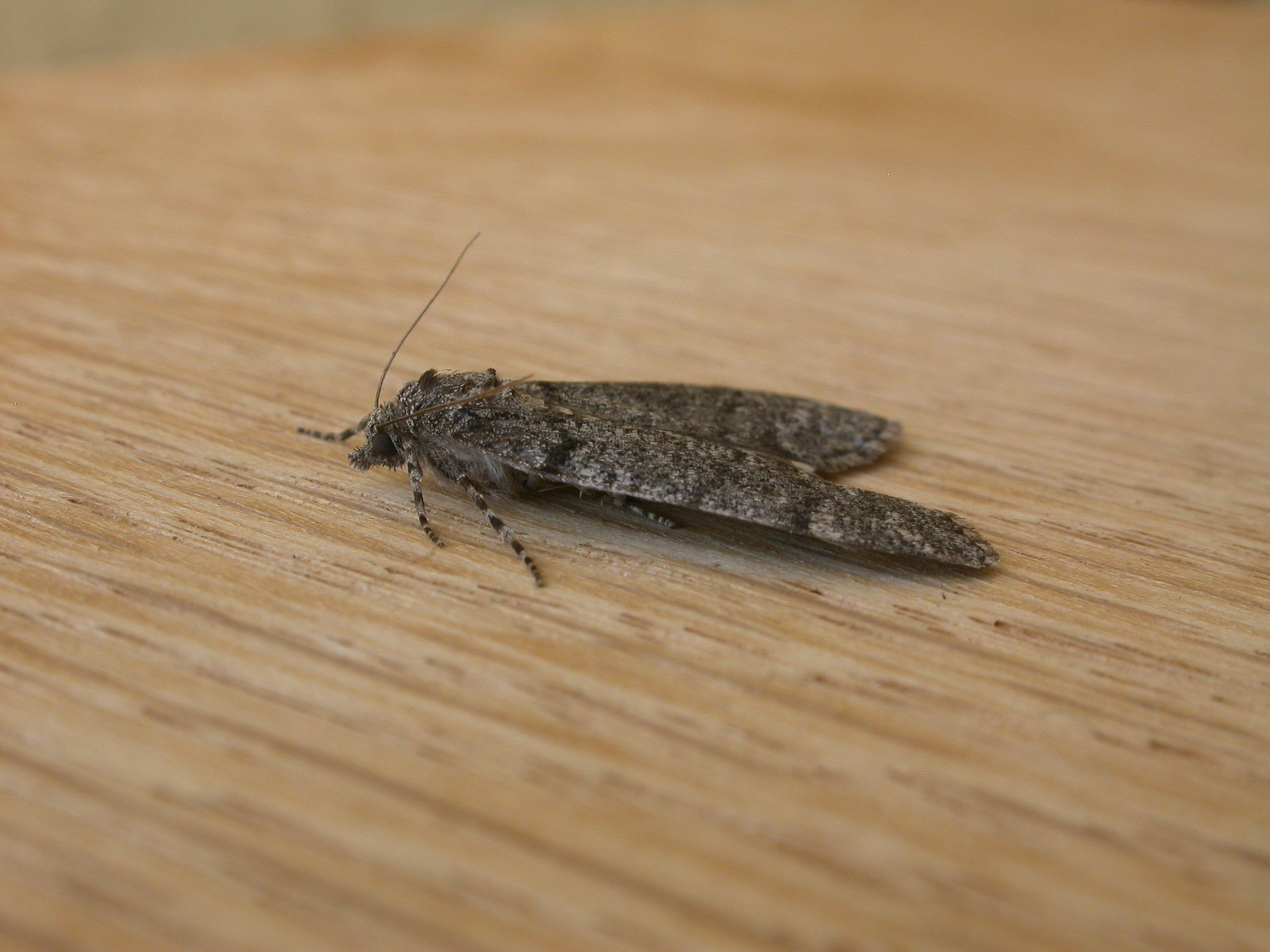
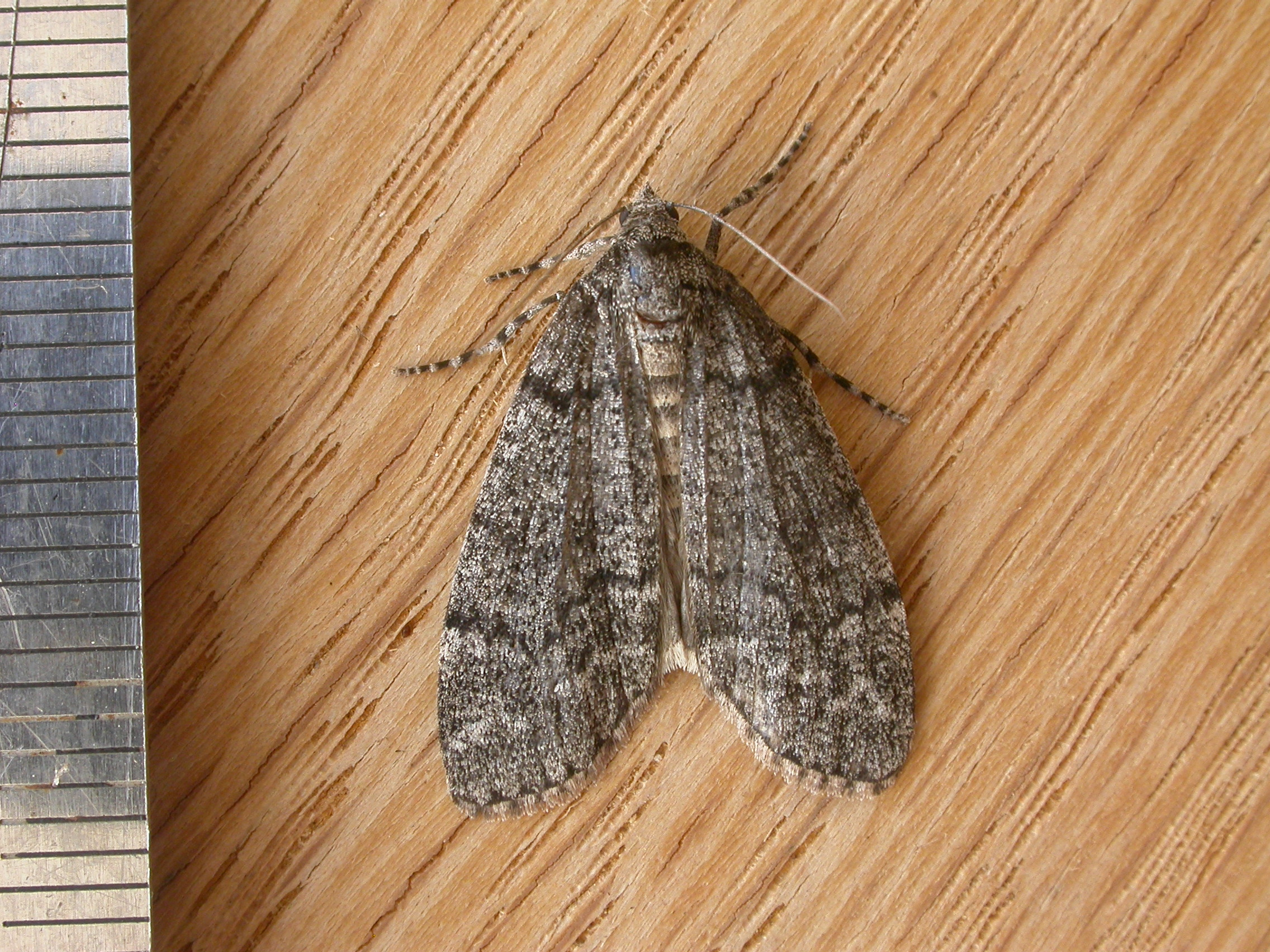